# Holt (Norfolk)
Holt ist eine Stadt und eine Verwaltungseinheit im District North Norfolk in der Grafschaft Norfolk, England. Holt ist 33,5 km von Norwich entfernt. Im Jahr 2011 hatte es 3810 Einwohner. Holt wurde 1086 im Domesday Book als Holt erwähnt.

## Persönlichkeiten
- John Charles Burkill (1900–1993), Mathematiker
- Sebastian Shaw (1905–1994), Schauspieler, Theaterregisseur und Dichter
- Matthew Pinsent (* 1970), Ruderer